# Marshal Yanda
Pour les articles homonymes, voir Yanda.
(en) Statistiques sur pro-football-reference
Marshal John Yanda, né le 15 septembre 1984 à Cedar Rapids, est un joueur américain de football américain.
De 2007 à 2019, cet offensive guard et offensive tackle joue pour les Ravens de Baltimore en National Football League (NFL).
Il a notamment remporté le Super Bowl XLVII.